# Antipatris

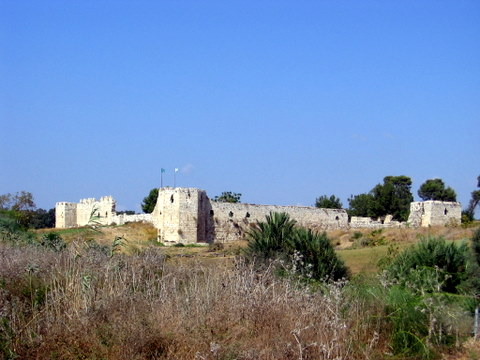
Ruinas de Antipatris localizadas en Tel Afek (hebraico: תל אפק), al este de Petach Tikva y al oeste de Rosh HaAyin, cerca del río Yarkon.

Antípatris o Antipatro (griego antiguo: Αντιπατρίς, en hebreo ' תל אפק  ) es uno de los dos lugares conocidos como Tel Afek (hebreo: תל אפק). Fue una ciudad construida por Herodes el Grande, y nombrada así en honor de su padre, Antípatro II de Judea. Se encontraba entre Caesarea Marítima y Lydda, a dos kilómetros hacia el interior, en la gran calzada romana de Caesarea a Jerusalén. Tel Afek se encuentra al este de Petah Tikva y al oeste de Kafr Qasim y Rosh HaAyin, cerca del nacimiento del río Yarkon.

## Arqueología

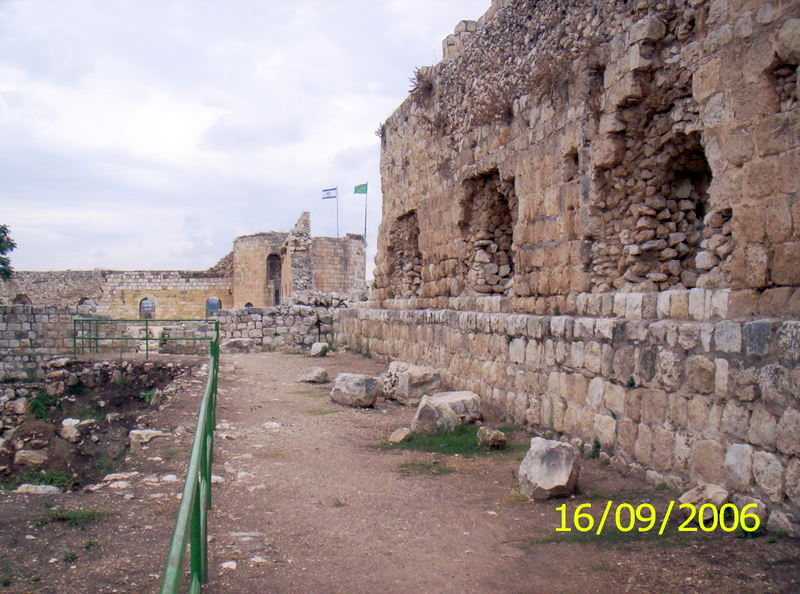
De burcht Antipatris.

Las excavaciones arqueológicas se realizaron en los años 1934-1936 por el Departamento de Antigüedades del gobierno británico de Palestina. Una excavación se llevó a cabo en 1972-1985 por la Universidad de Tel Aviv bajo la dirección del profesor Moshe Kokhavi. En el sitio, hay rastros de la ocupación de hace 5000 años. Afek se menciona por primera vez en textos de la duodécima dinastía egipcia. Afek aparece muchas veces en la Biblia. Se describe como una ciudad cananita conquistada por Josué y como base de filisteos para sus campañas militares contra los hijos de Israel en la época de Samuel. De acuerdo con el Primer Libro de Samuel (4:2), es la ciudad más grande al norte del territorio de los filisteos. Afek se menciona en una tableta que data del rey asirio Esarhaddón como una ciudad fronteriza del territorio de Samaria.

## Edad de Bronce
En el momento de la Edad del Bronce , Afek es una ciudad amurallada. Se trata de un gran centro urbano que domina la zona circundante. Las primeras fortificaciones de la ciudad datan de la Edad del Bronce I. Las casas están construidas a lo largo de las paredes (Edad del Bronce II). Allí descubrimos el primer importado de cerámica de Egipto. En la Edad del Bronce III, Afek comienza el declive hasta que desaparece por completo. Tras un largo período de abandono, el lugar será de nuevo poblado en la época de la Edad del Bronce Medio. Fue en este período que la ciudad está en su pico de radiación. Esto es cuando se menciona en los textos egipcios de execración. Afek es entonces una ubicación central a lo largo del curso del río Yarkon. Cuatro fases de ocupación se han identificado en la Edad del Bronce Medio I:
- Fase 1 : el sitio está desprovisto de la fortificación.
- Fase 2 : El sitio está bien establecida con fortificaciones torreones. La pared es 4  m de espesor. El palacio del gobernador de la ciudad está construido cerca de las fortificaciones. Este es el primero de seis palacios de la ciudad durante su historia.
- Fase 3 : el palacio de la fase 2 se abandona. Un segundo palacio fue construido en el lado oeste de dicha ciudad.
- Fase 4 : El segundo palacio es a su vez abandonado. Un tercer palacio fue construido en la cumbre de la ciudad. Una zona residencial está construida cerca del palacio y una segunda área de alfareros se construye al oeste de la misma.

En la Edad de Bronce Medio II, Afek pierde importancia a favor de la otra ciudad situada más abajo en el curso del río Yarkon y hoy suburbio de Tel Aviv. Un cuarto palacio fue construido sobre las ruinas del primer palacio. Esta fase termina con un incendio, mientras que el Faraón Ahmose I toma el control de los territorios fronterizos de Egipto después de la expulsión de los hicsos.

## Período helenístico
En el período helenístico, la ciudad se llama ' Pegaï.

## Período romano
Originalmente llamado Caphar Seba, se quedó en el camino hacia Jerusalén a Cesarea de Palestina. En el año 9 a. C. Herodes construyó una nueva ciudad a la que llamó en honor de su padre Antípatris. Él eligió este lugar porque hay una "vegetación terrestre simple y muy limpio bien regado como un río fluía alrededor de la propia ciudad y que estaba rodeado de un hermoso bosque de árboles altos". Después de la fundación de Cesarea, Antípatris se convierte en la intersección de las carreteras que conducen desde la costa hasta las principales ciudades de Palestina y Jerusalén.
Pablo de Tarso pasó una noche en Antípatris durante su viaje de Jerusalén a Cesarea. La ciudad fue destruida durante la primera guerra judeo-romana, que va del año 66 a 70 (La guerra de los Judíos , libro II, capítulo XIX , § 1). No se recuperó antes del s. II, pero en el año 363 un terremoto arrasó la ciudad.

## Afek en la Biblia
Bajo el mando del Josué (Joshua), el pueblo hebreo habría tomado la ciudad de Cananeos y habría construido un palacio monumental. Durante su invasión, los filisteos llegaron a la ciudad. Los hebreos huyeron a las colinas de Samaria. Afec se convierte así en la ciudad más septentrional de la región ocupada por los filisteos. El ejército de los filisteos a Afec incluye en dos grandes batallas contra los hebreos hasta la muerte de Saúl y su hijo Jonathan de Monte Gilboa y tomada por los filisteos de la Arca de la Alianza. Los filisteos depositaron el cuerpo de Saúl en las paredes de la ciudad de Beit Shean. A partir de ese momento, la Biblia no menciona la ciudad.